# Жълтоклюн токо
Жълтоклюният токо (Tockus flavirostris) е вид птица от семейство Носорогови птици (Bucerotidae). Видът е незастрашен от изчезване.

## Разпространение
Разпространен е в Джибути, Еритрея, Етиопия, Кения, Сомалия, Южен Судан, Танзания и Уганда.